# てるてるあした
『てるてるあした』は、加納朋子のミステリーファンタジー小説。ささらシリーズ第2弾。
2005年5月に幻冬舎より単行本として出版され、2008年2月には文庫化された。
2006年にテレビドラマ化された。

## あらすじ
十五歳の雨宮照代は両親の作った借金のために進学をあきらめて夜逃げを余儀なくされた。両親と別れて佐々良という小さな町をひとり訪れた照代は、鈴木久代という遠い親戚にあたる女性と暮らすことになる。その夜、母から与えられた携帯電話に一通のメールが届く。

## テレビドラマ
2006年4月14日より6月23日まで毎週金曜日23:15 - 翌0:10に、テレビ朝日系列の「金曜ナイトドラマ」枠で放送された。主演は黒川智花。
CS放送のファミリー劇場にて、2009年10月19日より再放送された。

### 製作
テレビドラマの物語は佐々良という架空の町を舞台にして、加納が原作した同名作品と『ささら さや』（連作形式）を組み合わせた形式を取り入れたもので、「てるてるあした」の主人公である照代（演：黒川智花）をベースに、『ささら さや』の主人公・サヤ（演：木村多江）の物語を絡ませる。
同枠で2005年春季に放送された『雨と夢のあとに』の出演者・スタッフがほぼ全員携わり、一種"続編"という位置づけといえるが、作者・登場人物は別人であり作品内容に連続性はない。

### キャスト

#### 笹乃館
雨宮照代〈16〉
演 - 黒川智花
幼少期
裕福な家庭に生まれる。
10代
お嬢様学校の中等部に入学。エスカレーターで高等部へ進学。
現在
両親が多額の借金を抱え夜逃げ。佐々良で暮らす親戚の久代のもとへ転がり込む。 高校を退学し、ラーメン店で働く。 久代の死後、母・慶子と東京で再び一緒に暮らすため、笹乃館を去る。
水野サヤ〈35〉
演 - 木村多江
幼少期
母親を亡くす。
20代
成人後、父親を亡くす。その後、俊彦と出会い結婚。祐介も誕生し、幸せな家庭生活を送っていた。しかしそんな矢先に、夫が死去する。
現在
祐介と共に、新婚旅行でかつて訪れた佐々良へ。夫の遺した保険金で何とか食いつなぎながら、久代の営む笹乃館で生活する。久代の死後、新しいオーナーとして笹乃館を営む。
水野祐介〈4〉
演 - 関根航
幼少期
俊彦とサヤの息子として生まれる。
現在
サヤと共に、佐々良の笹乃館で暮らす。俊彦が死んだことがまだ理解できていない。
松本陽太〈31〉
演 - 金子昇
幼少期
4人兄弟の長男として生まれる。
10代
中学卒業後、末広の営むリサイクルショップ「末広屋」に就職。笹乃館で暮らし始める。
現在
実家への仕送りをしながら、笹乃館で生活中。
五木隆宏〈29〉
演 - 道躰雄一郎
幼少期〜40代
詳細不明。
平成18年現在
笹乃館で暮らす。謎の多い男。
鈴木久代〈72〉
演 - 草笛光子
幼少期
佐々良に生まれる。
10代
佐々良の女学校に通う。
20〜50代
小学校に教諭として勤務し、教頭まで勤め上げる。
現在
下宿・笹乃館を経営。自分にも他人にも厳しい。言葉がきついため周囲から煙たがられる。佐々良にいる教え子たちにとって、頭の上がらない存在である。照代から「鬼バア」と呼ばれる（佐々良の三婆）。
沢井やす子〈12〉
演 - 福田麻由子
30年前
両親に放り出され、笹乃館に身を寄せる。
現在
照代の寝ている部屋に住んでいた少女。照代の行く先々にいつも現れ正体が謎であったが、照代の母（慶子）の幼少の頃の姿（生霊？）であった。久代の元教え子。

#### その他
末広大八〈50〉
演 - ブラザートム
現在
リサイクルショップ「末広屋」のオーナー。真澄に手伝ってもらいながら、経営している。末広屋では自分が手に入れた古道具を売る一方、壊れた機械の修理も行っている。
末広真澄〈25〉
演 - 中沢純子
現在
大八と共に、佐々良でリサイクルショップ「末広屋」を営んでいる。はっきりした性格で、夫も尻に敷いている。
雨宮信夫〈44〉
演 - 福本伸一
20〜40代
慶子と結婚し、照代が誕生。親子3人で裕福な暮らしを営むも、ある日リストラされる。
現在
借金が1億に膨らみ、金融業者に追われ、慶子と共に逃亡生活中。慶子の言うことは何でも聞いてしまう。
雨宮慶子〈42〉
演 - 荻野目慶子
10代
今から30年前に、笹乃館の久代のもとで生活していた。
20代
信夫と結婚し、照代を出産。
現在
夫がリストラされ、夫婦で借金取りからの逃亡生活中。久代の死後、照代と再び東京で暮らす。
溝口エリカ
演 - さくら

溝口瑠璃〈4〉
演 - 遠藤由実
幼少期
エリカの娘として生まれる。
現在
小さなアパートでエリカと共に暮らす。母親思いで寂しがり屋。
山田偉子〈16〉
演 - 高部あい
幼少期
夏江の次男の娘として、佐々良に生まれる。
10代
佐々良高校に入学。
現在
佐々良高校に在学中。高校ではちょっと落ちこぼれ気味。照代に付けられたあだ名は「エラ子」。照代とは衝突していたが、今では大切な友達。
雨宮伸夫
演 - 福本伸一
照代の父。
林夏江
演 - 大森暁美
佐々良の三婆。
手嶋珠子
演 - 冨士眞奈美
佐々良の三婆。

#### ゲスト
- 沢村一樹（本人役）
ささら町出身の俳優という設定である（なお、実際の沢村は鹿児島市出身）。第6話までは作中のポスター･ラジオ出演のみだったが、第7話でついに登場する。
- 大木（佐々良市場従業員） - 佐藤二朗
- 中津川弁護士 - 鈴木浩介
- 根本弁護士 - 林和義
- 栗原（佐々良のガラス職人） - 山田明郷
- 江藤医師 - おかやまはじめ
- 警官・石原 ‐ 野添義弘
- 三浦平吉 ‐ 田窪一世
- 謎の男 - 速水もこみち（第10話）

### スタッフ
- 脚本 - 成井豊、真柴あずき
- 音楽 - 清水一雄
- 演出 - 唐木希浩（5年D組）、二宮浩行（MMJ）、髙橋伸之（テレビ朝日）
- 主題歌 - 平川地一丁目「運命の向こう」（第7話にゲスト出演）
- 協力 - ビデオスタッフ、テレビ朝日クリエイト、オムニバス・ジャパン、東新、東京美工、メディアハウスサウンドデザイン、角川大映撮影所
- 音楽協力 - テレビ朝日ミュージック
- チーフプロデューサー - 五十嵐文郎（テレビ朝日）
- プロデューサー - 中込卓也･奥住尚弘（テレビ朝日）、浅井千瑞（MMJ）
- 制作 - テレビ朝日、MMJ

### 放送日程
| 各話                                                      | 放送日        | サブタイトル     | 演出     | 視聴率 |
| --------------------------------------------------------- | ------------- | ---------------- | -------- | ------ |
| 第1話                                                     | 2006年4月14日 | 性悪娘と未亡人!! | 唐木希浩 | 09.5%  |
| 第2話                                                     | 2006年4月21日 | 照代、時をかける | 唐木希浩 | 10.9%  |
| 第3話                                                     | 2006年4月28日 | 恋する超能力少女 | 二宮浩行 | 11.2%  |
| 第4話                                                     | 2006年5月05日 | 歌うゾンビ自転車 | 二宮浩行 | 10.0%  |
| 第5話                                                     | 2006年5月12日 | 東京の夜・ふたり | 唐木希浩 | 08.8%  |
| 第6話                                                     | 2006年5月19日 | 一人ぼっちの少女 | 髙橋伸之 | 07.7%  |
| 第7話                                                     | 2006年5月26日 | 父帰る           | 唐木希浩 | 09.2%  |
| 第8話                                                     | 2006年6月02日 | ささらさや       | 二宮浩行 | 07.9%  |
| 第9話                                                     | 2006年6月09日 | 母のテーマソング | 髙橋伸之 | 07.2%  |
| 第10話                                                    | 2006年6月16日 | 遺言             | 唐木希浩 | 07.7%  |
| 最終話                                                    | 2006年6月23日 | あしたはわらう   | 唐木希浩 | 07.4%  |
| 平均視聴率 8.9%（視聴率は関東地区・ビデオリサーチ社調べ） |               |                  |          |        |